# Doddington (Lincolnshire)
Doddington – wieś w Anglii, w Lincolnshire, w dystrykcie North Kesteven, w civil parish Doddington and Whisby. Leży 7,1 km od Lincoln i 193,7 km od Londynu.
W 1921 roku civil parish liczyła 128 mieszkańców.